# 世秾泰字节科技
世秾泰字节科技股份有限公司（老三板：400136，简称：R世节1），前称厦门华侨电子股份有限公司（简称厦华电子或厦华、XOCECO、PRIMA；上交所除牌前：600870，简称：退市厦华），是中华人民共和国的一家电子设备生产企业，总部位于福建省厦门市。
厦华成立于1985年12月，公司长期以生产电视机为主要业务，曾生产出中国大陆第一台等离子电视，也是中国大陆第一家率先从老式显像管电视转型为平板电视的企业，被行业誉为“彩电大王”、“彩电霸主”等称号。但在1990年代末期，公司谋求多元化发展，引入手机、计算机、显示器、传真机、系统集成、微波通信设备、电子商务等业务，在2000年之后业绩出现下滑，此后陷入债务危机。2022年6月30日，厦华电子被上交所予以摘牌，其上市地位被取消。

## 历史

### 创立及巅峰时期
1983年，厦门经济特区联合发展公司、厦门市电子工业公司与香港康力投资有限公司合资兴办厦门华侨电子企业有限公司，工厂设在湖里工业区。公司下设13个分厂，注册资本2500万元，厂房6万平方米。
1985年，厦华电子开始组装生产康艺牌彩色电视机。1986年开始自行设计生产厦华牌彩色电视机，翌年投放市场。当年4月下旬，厦华彩电通过美国保险商实验室认定，是中国大陆首次通过UL认定的彩电生产企业，之后向美国市场出口了9000台彩电。1987年，厦华彩电先后通过加拿大CSA标准、英国BSI、西德FTZ、北欧四国NEMKO、SEMKO、DEMKO、FINKO和澳大利亚、新西兰SAA的标准认可，出口加拿大的两批彩电开箱合格率达100%。1985年至1988年，厦华累计生产彩电91.9万部，其中出口约40万部，出口额约5600多万美元。
1995年，厦门华侨电子企业有限公司彩电厂进行股份制改革，与厦门经济特区华夏集团、厦门市电子器材公司联合发起成立厦门华侨电子股份有限公司。1995年2月28日，厦华电子在上海证券交易所挂牌上市。在经营巅峰时期，厦华电子年营业额达30亿元人民币，为中国电子百强企业之一，也是中国最大彩电出口企业之一，被行业誉为“彩电大王”、“彩电霸主”等称号。
1998年，厦华研制出中国第一台自主研发拥有自主知识产权的高清晰数字电视，并于2002年获得“国家级重点新产品”荣誉称号。2004年在全国第十四届发明展览会上获得了发明金奖，是本届发明展览会上唯一的电视机类获奖品牌。

### 多元化发展时期
1995年，厦华电子与广州通信研究院宣布合作，自此进入手机行业。1998年，厦华开始量产手机产品，但其业务发展较为一般。此后厦华电子逐渐进入计算机、显示器、传真机、系统集成、微波通信设备、电子商务等业务，在1999年更是将手机、计算机两大业务列为和彩电生产并重的支柱业务。当时厦华彩电在中国大陆市场的占有率为4.1%，居全国第6位；GSM手机在国产手机品牌中的市场排名为第2名；彩色显示器在国产品牌中居第1位；彩电出口和计算机出口均居中国大陆第1位。但在2000年，厦华的主营业务出现下滑，连续两年净亏损达5.8亿元。2002年，厦华电子首次被特别处理。厦华电子在2003年、2004年连续两年亏损，于是厦华决定重新将彩电业务作为主营业务，重新确立战略定位，向平板电视转型，经营业绩重归增长态势。
2002年2月27日，厦华与联想集团在北京签署合资协议，双方共同组建新公司，负责手机业务。公司成立初期联想集团持股60%，厦华持股40%。2002年6月19日，联想以2400万元收购厦华电子持有的合资公司16%的股权，厦华在合资公司的股权由40%降至19.2%。2005年12月，联想以7200万元收购合资公司剩余19.2%股权，收购完成后厦华不再持有该公司股权，由联想全资控股。另外在2002年6月，有传闻称，联想集团将全资收购厦华电子股权。2005年，中华映管参股厦华电子，成为其第一大股东。此后厦华主张强化海外业务，将目标市场定在海外，厦华在海外占据了90%的业务量。

### 经营危机
2006年至2008年，厦华电子累计亏损近20亿元。之后在2008年5月，厦华电子被上交所实行退市风险警示特别处理（*ST）。2007年开始，厦华开始出售旗下资产，包括位于厦门市湖里区长虹路33号的主厂房、湖里大道22号的工业房地产、火炬高新区的厦华电子厂房，以及南非两套房产和成都市的房产。2011-2013年，厦华电子归属于上市公司股东的扣除非经常性损益的净利润分别为亏损2996.6万元、亏损5298.6万元、亏损4.36亿元，持续三年亏损。随后厦华电子试图通过重大资产重组，最终因与重组方未能达成一致放弃重组计划。2014年，厦华将厦门厦华新技术有限公司及“厦华”注册商标转让予福建民营企业万利达，同年4月停止生产电视机，之后以清理负债和员工为主要工作。公司之后的经营业绩出现大幅波动，上市27年间公司累亏近25亿元。
2014年12月，厦华电子发布公告，拟以115.3万元的价格出售其持有的深圳市中彩联科技有限公司11.53%股权。2015年，厦华多次筹划重大资产重组，以实现主营业务转型，但均以失败告终。3月19日，厦华电子计划重组上海火瀑云计算机终端科技有限公司（第九城市子公司），同年7月因火瀑云未能完成“网络文化经营许可证”的重新备案，重组计划取消；7月14日，厦华又提出与互联网金融公司杭州爱财网络筹划重大资产重组。由于与爱财网络在估值作价、重组标的具体选择等方面无法达成一致，9月5日，厦华决定终止该次重组；9月19日，厦华以3亿多元收购北京苹果信息咨询有限公司的股权，该公司主要通过下属公司从事第三方支付服务，惟该公司出现连续亏损，相关收购案引发争议。2016年3月，厦华电子拟以18亿元收购成都数联铭品科技有限公司100%股权，后者主要为金融、商业等机构提供大数据服务。同年王春芳、王玲玲家族持有的厦门当代集团入股厦华。
截至2021年，厦华电子主营业务是农产品供应链管理业务，主要产品为肉类产品，通过进口巴西、阿根廷等国的冷冻牛肉、猪肉，获得成本优势后根据市场价格分批销售获利。2021年，厦华电子冻肉业务实现营收约1.35亿元，占公司总营收比例近90%。
由于2020年公司经审计的净利润为负且营收不足1亿元，自2021年5月6日起公司被实施退市风险警示。2021年，厦华电子扣除非经常性损益后的净利润为-623.77万元，营业收入1.52亿元，扣除与主营业务无关或不具备商业实质的收入后的金额为零元。2022年5月25日，上交所决定终止厦华电子股票上市，6月2日进入退市整理期至6月23日。6月1日，厦华电子发布公告称，其已经向上交所提出终止上市复核申请。6月21日，厦华电子向上交所提交了撤回对终止上市决定的复核申请。6月30日，厦华电子被摘牌并取消上市地位，后续公司股票将转入全国中小企业股份转让系统挂牌转让。
其后，厦华电子不服终止上市决定，向上海金融法院提起行政诉讼，诉称2018年以来公司即以农产品进口为主营业务，在2021年度相应营业收入核查中，应当被认定为主要营业收入，属于认定事实不清。2022年9月9日，上海金融法院作出一审判决，驳回原告厦华电子的诉讼请求。该案成为退市新规实施后首例行政判决。
2023年，厦华电子开始于老三板交易，截至当年3月，其股价已较2022年自上海证券交易所退市时上涨约一倍。同年5月22日，原厦华电子发布公告，指该公司名称已变更为现时的“世秾泰字节科技股份有限公司”，并已完成工商执照的换发。

## 业务及产品线
原厦华电子成立时以电视机生产为主要业务，根据媒体报道，厦华生产彩电机型多达五十余种。之后产品线扩大至手机、计算机、显示器、传真机、系统集成、微波通信设备、电子商务等。1980年代至1990年代的巅峰时期，厦华电子被行业誉为“彩电大王”、“彩电霸主”等称号。厦华是中国大陆第一台等离子电视的制造者，也是中国大陆第一家从老式显像管电视转型为平板电视的企业。
厦华曾邀请赵丽蓉和陈道明担任形象代言人，其中陈道明出演广告中的台词“有了厦华等离子，真想再活500年”使厦华提升其知名度。